# Drop-Out Father
Drop-Out Father (titulado: Renuncia en España y Oficio de Papá en Venezuela) es un telefilme estadounidense de comedia y drama de 1982, dirigido por Don Taylor, escrito por Bob Shanks, musicalizado por Peter Matz, en la fotografía estuvo Gerald Perry Finnerman y Ronald M. Lautore, los protagonistas son Dick Van Dyke, Mariette Hartley y George Coe, entre otros. Este largometraje fue producido por CBS Entertainment Production y se estrenó el 26 de septiembre de 1982.

## Sinopsis
Trata acerca de un hombre de mediana edad que renuncia a su trabajo en publicidad, esta decisión genera un intenso efecto en su familia.